# Konjski tramvaj
Konjski tramvaj, također i konjska željeznica je šinsko vozilo kojeg vuku konji. Konjski tramvaj je preteča električnog tramvaja, također i lake gradske željeznice. Prvi konjski tramvaji javljaju se krajem 18. stoljeća urbanizacijom gradova i potrebom uvođenja organiziranog javnog gradskog prijevoza. Napuštaju se krajem 19. i početkom 20. stoljeća. I danas ponegdje prometuju u turističke svrhe.  

## Vanjske poveznice
- Omnibus Hrvatska tehnička enciklopedija, portal hrvatske tehničke baštine. LZMK